# Dov Shilansky
Dov Shilansky (21 de março de 1924 - 9 de dezembro de 2010) foi uma político israelense nascido na Lituânia. Ele foi membro do Knesset entre 1988 e 1992.